# Iturbe
Iturbe este un oraș din departamentul Guairá, Paraguay.